# Nádasdy Ferenc (érsek)
Nádasdi és fogarasföldi gróf Nádasdy (Paulai) Ferenc (Bécs, 1785. március 3. – Kalocsa, 1851. július 22.), kalocsai érsek.

## Élete
Nádasdy Mihály gróf főajtónálló és gróf Colloredo M. Teréz fia. Tanulmányait Tatán, Komáromban és Bécsben végezte; a teológiát 1802-től Nagyszombatban hallgatta. 1807. március 7-én fölszenteltetett; 1807. április 16-án drégelypalánki plébános, majd kerületi alesperes, 1816. október 4-én esztergomi kanonok, 1817-ben szekszárdi címzetes apát, 1819-ben pesti központi papnevelő-intézeti kormányzó, 1820. október 6-án barsi főesperes és a királyi tábla főpapja.
1823. február 28-án váci megyés püspök (1824. február 12-én történt a beiktatása), 1845 májusában kalocsai érsek lett. Már előbb, 1827-ben kineveztetett belső titkos tanácsosnak és 1837-ben a hétszemélyes ítélőtáblához közbírónak. A Lipót-rend nagy keresztjét kapta. A Magyar Tudományos Akadémia 1838. szeptember 5-én sorozta igazgató tagjai közé. 
1848-ban mint már három év óta kalocsai érsek, egyszersmind az ország legidősebb püspöke, főpap társainak tanácsából augusztus 1-re nemzeti zsinatot hirdetett ki. Emiatt 1849 elején bujdosnia kellett. A Szent István-rend középkeresztes vitéze volt. Alapítványai és ájtatos hagyományai 223 050 forintot tesznek ki.

## Munkái
- Dicsőséges szent István Magyarország első királyának és apostolának tiszteletére intézett beszéd, melyet a nemes Magyar nemzetnek nemzeti jeles inneplése alkalmatosságával Bécsben a tiszt. p. kapuczinusok templomában Kis Asszony havának 23. napján 1812. eszt. mondott. Bécs, 1812.
- Sermo inauguralis. Theresiopoli, 1846
- Gróf Nádasdy Ferencz Kalocsai érsek körlevele, melyet beiktatása alkalmával a hívekhez intézett. Szabadka, 1846
- Epistolae pastorales… ad clerum regularem et saecularem. Szabadka, 1849